# Logis de la Cour (Moulidars)
 (novembre 2013).
Si vous disposez d'ouvrages ou d'articles de référence ou si vous connaissez des sites web de qualité traitant du thème abordé ici, merci de compléter l'article en donnant les références utiles à sa vérifiabilité et en les liant à la section « Notes et références ».
Pour les articles homonymes, voir Logis de la Cour.
Le logis de la Cour est situé à Moulidars, à l'ouest d'Angoulême, dans le département français de la Charente. Il est bâti sur un ancien château, à 200 m à l'est du bourg et du château d'Ardenne, à l'histoire duquel il a été lié.

## Historique

### Origines
Selon certaines sources, le château primitif de la Cour aurait été le premier château de Moulidars au Xe siècle,.
Au XIIe siècle, le château d'Ardenne n'était qu'une tour : la tour de Montliard et le château des seigneurs de Moulidars étaient la Cour. Le toponyme ancien Castelnum de Curtis de Molidarno atteste l'importance du lieu. Le terme la Cour (curtis) désignait du VIIIe au XIe siècle le centre d'un domaine qui correspondait aux bâtiments du guerrier chargé de défendre ce même domaine et qui allait devenir rapidement le seigneur des lieux.
Le château de la Cour dépendait au Xe siècle de la châtellenie de Châteauneuf, alors que celui d'Ardenne, construit deux siècles plus tard, relevait de l'abbaye de Saint-Cybard.
Le terme de la Cour remplaçait le terme gallo-romain de villa. Dès le haut Moyen Âge la vie féodale s'est organisée autour de ce centre défensif comme en témoignent les souterrains-refuges qui existaient déjà depuis le IXe siècle.
La Curtis est une construction d'origine privée.
Les paysans de Moulidars n'avaient passé leur contrat féodal qu'avec ces seigneurs de la Curtis qui avaient le titre et la fonction de seigneurs de Moulidars.

### Le château primitif
Le IXe siècle est l'époque des invasions normandes et l'époque généralement avancée pour dater le réseau souterrain qui se trouve sous les bâtiments.
Sur les souterrains-refuges, devait s'élever un fort probablement en bois qui couvrait certainement l'espace de 40 mètres sur 50 mètres qui est, aujourd'hui, clairement délimitable.
Ce château primitif devait s'inscrire dans le système défensif du Fossé au Comte, ainsi placé à 100 mètres d'altitude dominant la forêt de Marange.

### Le château médiéval
Au XIIe siècle, le château primitif fut reconstruit en pierre cette fois. Le plan adopté devait ressembler au plan du XVe siècle, donc le plan actuel.
Des chartes du Moyen Âge (milieu du XIIIe siècle) nous confirment que le château existait au moins dès le XIIIe siècle. Il fut retrouvé des tessons de poterie et des morceaux de verre datant du début du XIIe siècle ce qui prouve que le site était bien occupé dès cette époque. Les morceaux de verre du XIIIe siècle qui furent retrouvés prouvent que nous sommes en présence d'un habitat de gens aisés du Moyen Âge car, à cette époque, le verre était rare et cher.

### Le château duXVesiècle
Le château fut ruiné lors de la Guerre de Cent Ans puis reconstruit dans la deuxième moitié du XVe siècle. 
Un siècle plus tard, les Guerres de religion feront à leur tour trembler la région et ses châteaux. Celui de la Cour fut certainement malmené lui aussi. En 1620, le logis passa entre les mains de Le Musnier, qui possédait également Ardenne et Rouffignac à Moulidars. Ainsi, en 1633, Le Musnier décida de faire de la Cour la métairie du château d'Ardenne devenu le château de Moulidars,. 
Cependant, le domaine était trop vaste pour une ferme. Celui-ci cessa alors d'être entretenu et tomba en ruine dans le courant du XVIIe siècle et du XVIIIe siècle.

## Architecture

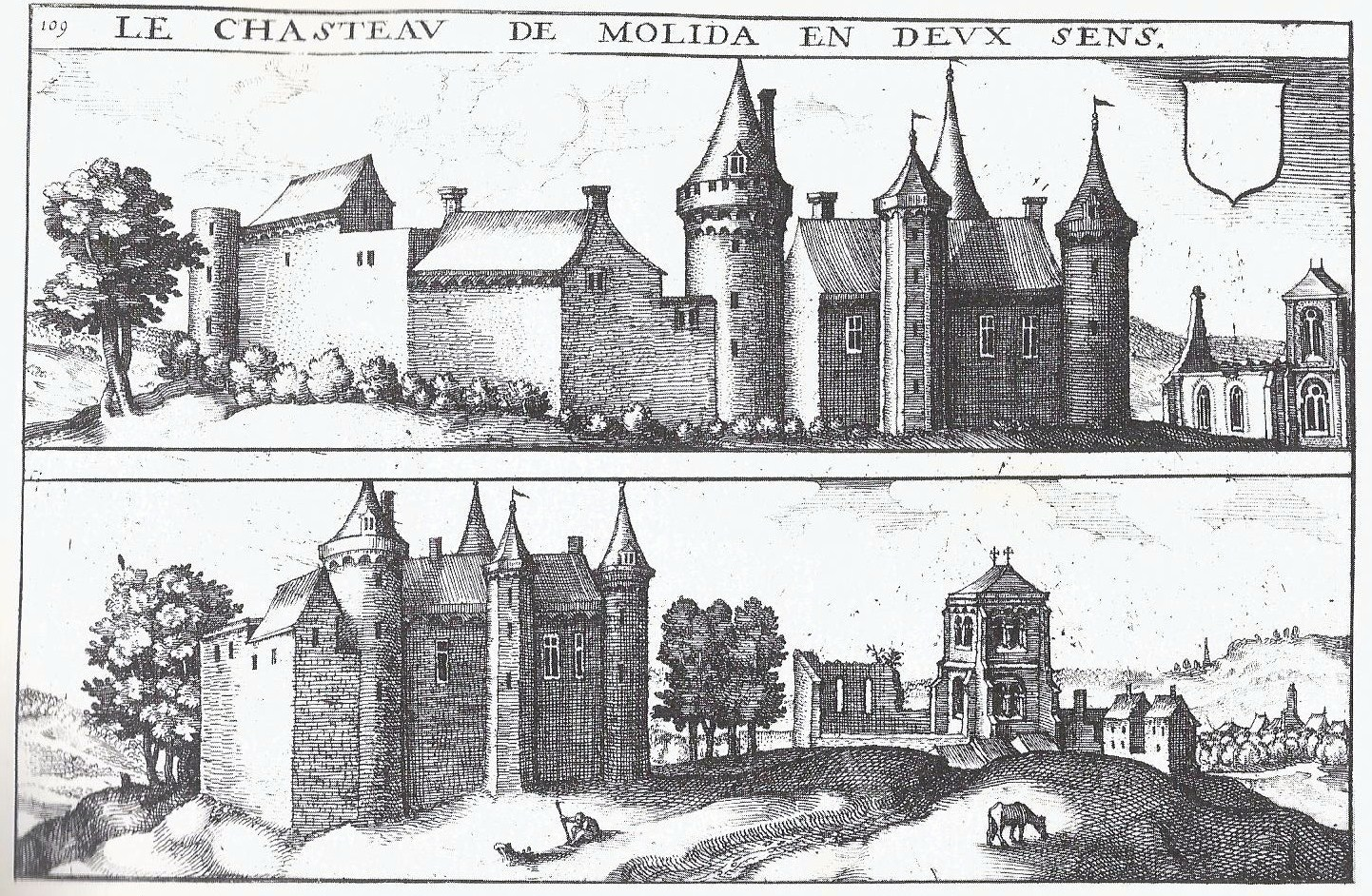
"Le chasteau de Molida en deux sens" : gravure de Claude Chastillon représentant le château d'Ardenne en 1603.

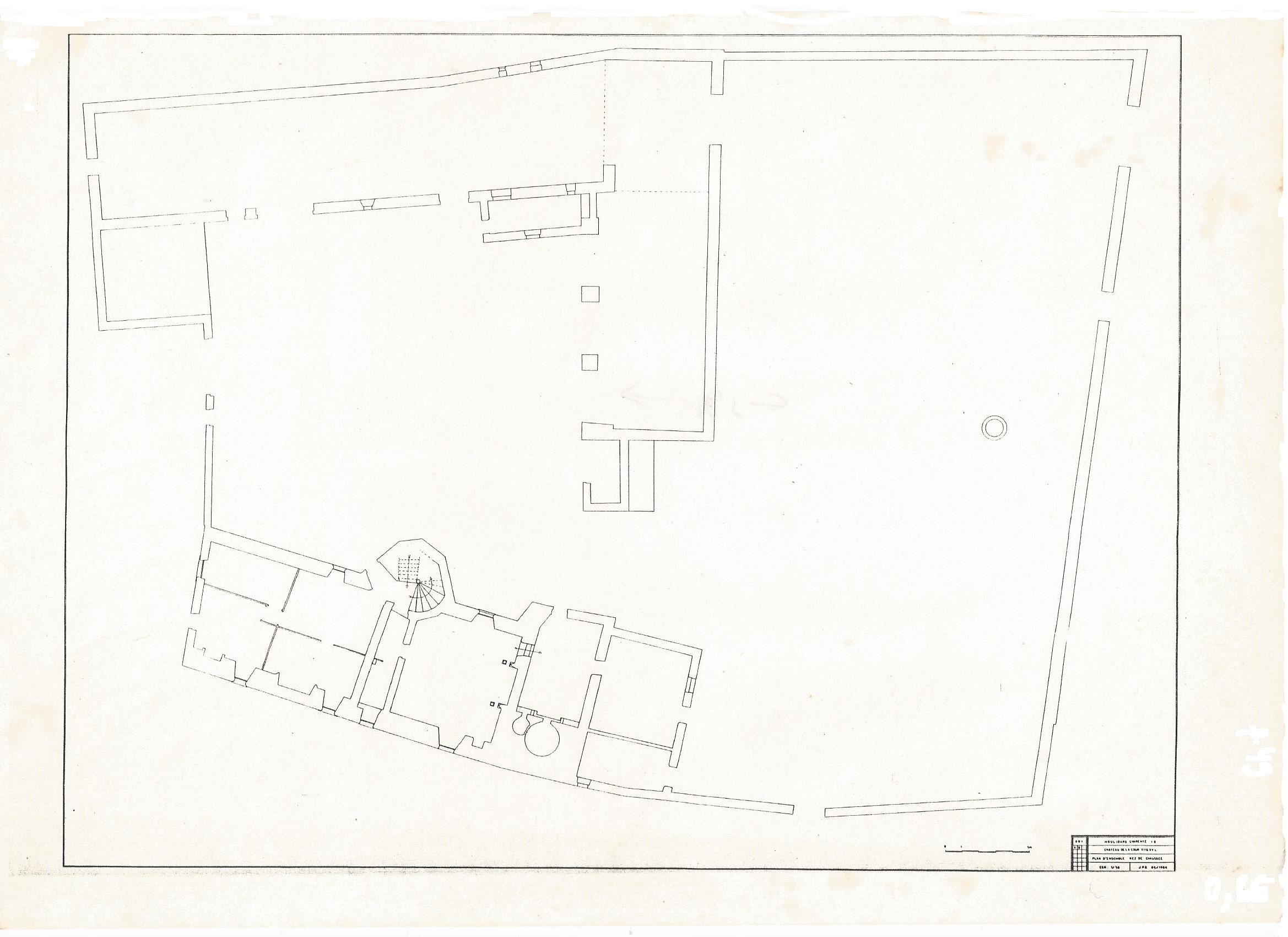
Plans du logis de la Cour tel qu'il est aujourd'hui par Jean-Paul Gaillard

Les plans du château actuel du XVe siècle doivent être semblables à ceux du château médiéval du XIIe siècle dont nous n'avons aujourd'hui aucune trace. Nous savons que les plans du château d'Ardenne sont semblables à ceux de la Cour. Or une gravure de Claude Chastillon datant de 1604 nous montre à quoi ressemblait le château d'Ardenne à cette époque. 
Les gravures concernant Moulidars sous l'Ancien Régime sont particulièrement rares et exceptionnelles pour que l'on puisse s'attarder sur celle-ci représentant « Le chasteau de Molida en deux sens ». Elle montre un corps de logis assez haut avec une toiture à pignon aigu entourée de trois tours d'angle et une tour d'escalier. Les bâtiments forment un U. C'est presque la même description que l'on pourrait faire de la Cour après sa reconstruction au XVe siècle. D'ailleurs l'abbé Tricoire dans son livre présentait la gravure de Chastillon comme celle du château de la Cour. Cependant le château de la Cour ne comportait que deux tours d'angles dont une carrée : la tourasse. 
Un procès-verbal datant de 1736 nous en apprend plus sur les dimensions de la Cour. Le corps de logis était haut de trois étages et surplombé d'une toiture à pignon aigu. À chaque étage, la même disposition : un couloir au milieu et deux grandes salles avec cheminée, une de chaque côté. Aux angles sud-est et sud-ouest de ce bâtiment, se trouvaient deux tours. À l'angle sud-ouest : la tourasse qui est une tour carrée avec au sommet une terrasse. Ce qui servait de tour de guet. À l'angle sud-est : la tour-prison qui était voûtée à tous les étages et qui, comme son nom l'indique, devait servir de prison. 
Côté cour, accolée au corps de logis : la tour d'escalier, seule tour encore existante de nos jours. Dans la maison, on peut voir un magnifique four à pain, ou fourniou, encore très bien conservé. À l'angle nord-est des bâtiments en U, se trouvait un colombier. Le château était entouré d'un mur d'enceinte comportant quelques tours de guet dont il ne reste que les fondations,.